# Lauren Ambrose
Lauren Ambrose (20 de fevereiro de 1978) é uma atriz norte-americana, mais conhecida por interpretar a personagem Claire Fisher no drama da HBO Six Feet Under e por participar do filme Can't Hardly Wait. Também ficou conhecida por sua participação na décima temporada de Arquivo X interpretando a agente Einstein nos episódios 5 (Babylon) e 6 (My struggle II).